# Hendra-Virus

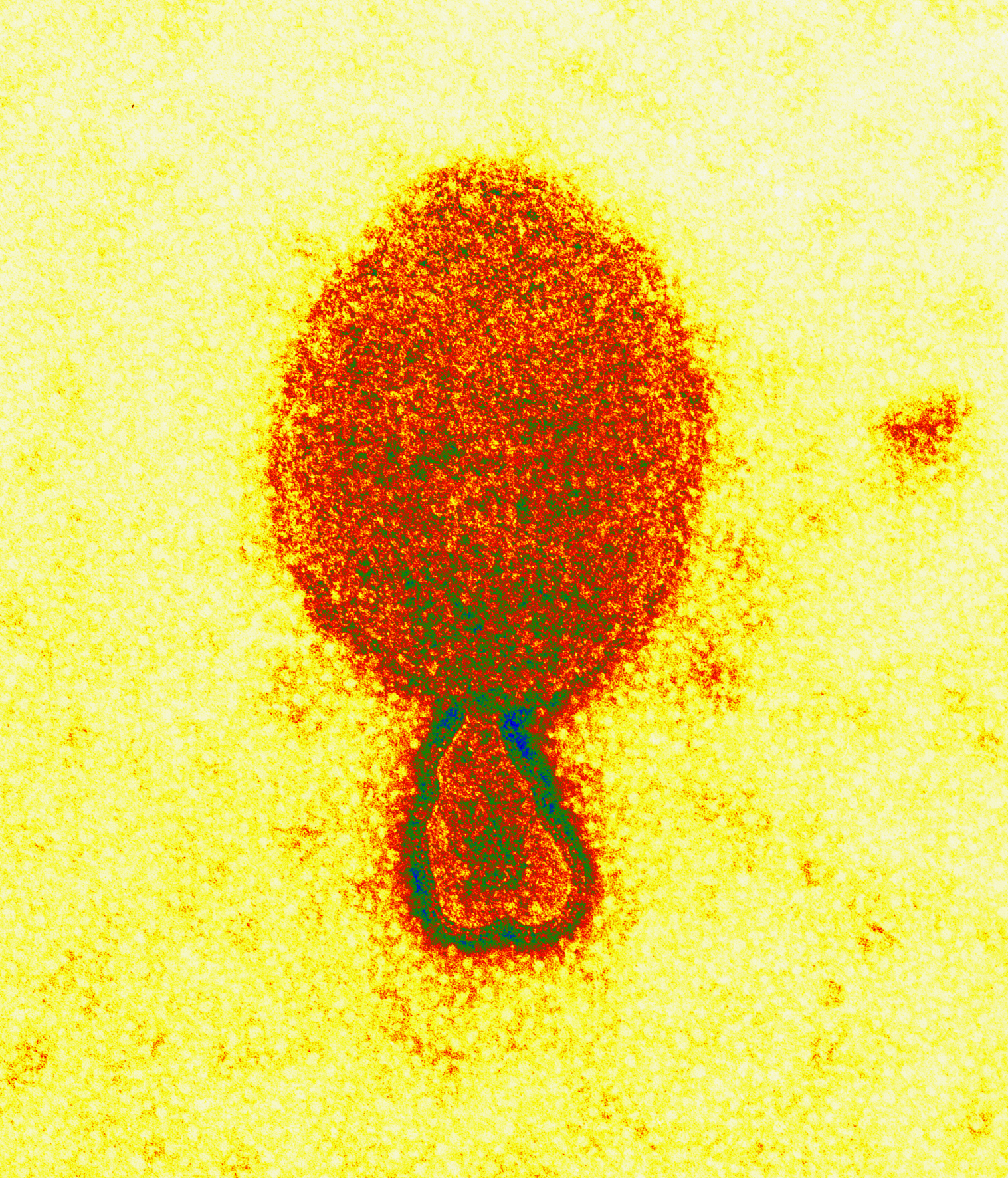
Kolorierte TME-Aufnahme eines Viriios des Hedra-Henipavirus (Länge ca. 200 nm).

Das Hendra-Henipavirus, kurz Hendra-Virus (HeV) ist eine Spezies (Art) von Viren aus der Familie Paramyxoviridae. Sie wurde als erster Vertreter der späteren Gattung Henipavirus 1995 beschrieben und ist nach dem Ort des ersten dokumentierten Ausbruchs 1994 im Vorort Hendra der Stadt Brisbane, Australien benannt. Zunächst bezeichnete man das Hendra-Virus aufgrund seiner morphologischen Ähnlichkeit mit dem Masernvirus als „Equines Morbillivirus“. Es ist der Erreger einer oft schwer verlaufenden Infektion bei Pferden und Menschen. Das biologische Reservoir des Hendra-Virus sind Flughunde, von denen eine Infektion der Pferde durch einen noch ungeklärten Übertragungsweg ausgeht. Menschen können sich durch den Kontakt mit Nasensekret und Urin von erkrankten Pferden infizieren. Infektionen mit Hendra-Virus sind sehr selten und bislang nur in Australien beschrieben; die Infektion besitzt zwar eine hohe Letalität, jedoch ist das Virus wenig kontagiös.

## Entdeckung
In einem Pferdestall in Hendra/Brisbane starb im September 1994 eine zwei Tage zuvor von einer entfernt liegenden Koppel eingebrachte tragende Stute. Acht bis elf Tage danach erkrankten 17 weitere Pferde an einer  fiebrigen Infektion der Atemwege mit Dyspnoe, Tachykardie und Ataxie. Von diesen 17 sind 14 nach wenigen Tagen gestorben oder wurden gekeult. Fünf bzw. sechs Tage nach dem Tod der Indexstute erkrankten zwei im Pferdestall arbeitende Personen und zeigten Grippe-ähnliche Symptome; eine Person entwickelte eine schwere atypische Pneumonie (Lungenentzündung), Nierenversagen und arterielle Thrombosierungen. Der Tod trat nach 7 Tagen durch Herzstillstand im Rahmen eines ARDS ein. Ein aus der Niere dieses Patienten isoliertes und zunächst als „Morbillivirus“ bezeichnetes Virus zeigte die gleichen Eigenschaften wie das aus den Lungen der verstorbenen Pferde kultivierte Virus.

Diese Infektionsfälle konnten gut dokumentiert und aufgeklärt werden, weil sich in Brisbane ein virologisches Forschungszentrum des Bundesstaates Queensland befindet.

## Erkrankung
Das Hendra-Virus wurde in Flughunden der Gattung Pteropus als seinem natürlichen Reservoir gefunden. Das Virus wird wahrscheinlich über die Plazenta übertragen, d. h. die Tiere sind mit der Geburt bereits infiziert. Experimentell konnte gezeigt werden, dass das Virus nur schwer zu übertragen ist und daher als wenig kontagiös zu gelten hat. Der Übertragungsweg von den Flughunden auf Pferde ist noch nicht geklärt; neben einer Übertragung durch Ausscheidungen (ähnlich den Hantaviren) wird eine Übertragung durch Zecken diskutiert. Menschen können sich wahrscheinlich durch direkten Kontakt mit Nasensekret und Urin von erkrankten Pferden infizieren; offenbar erkranken nur einige der infizierten Personen. Bislang sind nur sieben Erkrankungen beim Menschen beschrieben.
Die Erkrankung bei Pferden zeigt neben den typischen Symptomen einer Infektion der oberen Atemwege zusätzlich eine schwere Pneumonie, teilweise Nierenversagen und neurologische Ausfälle (Ataxie, Lähmungen) als Zeichen einer Enzephalitis. Eine spezifische Behandlung oder Impfung steht nicht zur Verfügung. Aufgrund der Seltenheit der Erkrankung liegen auch nur wenige Daten zur Antikörperentwicklung beim Menschen vor.
Im Juli 2011 wurden Antikörper gegen das Virus erstmals bei einem Hund nachgewiesen. Wann das Tier Kontakt mit dem Virus hatte oder ob es früher Krankheitszeichen zeigte, blieb unklar.

## Therapie
Im Oktober 2011 berichtet das National Institute of Allergy and Infectious Diseases (NIAID) von ersten erfolgreichen Therapien mit dem spezifischen monoklonalen Antikörper m102.4.